# Самсон (эсминец)
«Самсон», с 31 декабря 1922 года «Сталин», с 17 декабря 1946 года «Самсон», с 16 июня 1951 года ПКЗ-37, с 26 ноября 1953 года ПКЗ-52 — эскадренный миноносец типа «Орфей».

## Строительство
Заложен в июле 1915 года. Спущен на воду 23 мая 1916 года, вступил в строй 21 ноября 1916 года.

## Служба
Во время Первой мировой войны «Самсон» нёс дозорную и конвойную службы, осуществлял минные постановки на коммуникациях противника, обеспечивал и прикрывал минные постановки других сил флота в Балтийском море. С 12 по 19 октября 1917 года «Самсон» принимал участие в Моонзундской операции, а затем и в Октябрьской революции, вошёл в состав Красного Балтийского флота.
С октября 1918 по декабрь 1919 года находился в ремонте, но и затем использовался ограниченно, часть вооружения с него была снята. В апреле 1921 года оно было вновь смонтировано и «Самсон» ввели в состав Морских сил Балтийского моря. 31 декабря 1922 года переименован в «Сталин». В 1925—1926 годах проходил восстановительный ремонт. Нёс службу на Балтике, в 1930 году с крейсером «Аврора» совершил визит в Норвегию.
В 1933—1936 годах проходил капитальный ремонт. В 1936 году было принято решение об усилении корабельного состава Тихоокеанского флота ввиду роста угрозы со стороны Японии, в число передаваемых кораблей включили и «Сталин». 2 июля 1936 года вместе с эсминцем «Войков» в составе Экспедиции особого назначения № 3 под руководством Отто Шмидта убыл из Ленинграда во Владивосток по Беломорско-Балтийскому каналу и Северному морскому пути. В экспедиции участвовали также линейный ледокол «Фёдор Литке», ледокол «Красин», танкеры «ЛокБатан» и «Майкоп», транспортнопассажирский пароход «Анадырь».
17 октября 1936 года отряд прибыл во Владивосток, где «Сталин» был зачислен в состав отдельного дивизиона сторожевых кораблей Тихоокеанского флота. В августе 1938 года участвовал в обеспечении боевых действий у озера Хасан.
С 1940 года состоял в отряде учебных кораблей Тихоокеанского высшего военно-морского училища, с 1941 — в составе 4-й бригады подводных лодок. С декабря 1941 по февраль 1943 года вновь находился в ремонте, по окончании которого передан в бригаду подводных лодок, обеспечивая деятельность подводных сил флота в период Великой Отечественной войны. В ходе ремонта было заменено зенитное вооружение: пушки Лендера и зенитные пулемёты «Максим» демонтировали, вместо них установили 2 45-мм полуавтомата, 3 37-мм автоматические пушки 70-К, 3 12,7-мм пулемёта ДШК, 1 счетверёную зенитную установку М-4, а также 2 бомбомёта. С января по август 1945 года корабль вновь находился в ремонте. 
В августе 1945 года корабль включили в качестве штабного корабля в состав Учебного отряда ТОФ и, таким образом, в боевых действиях советско-японской войны ему участвовать не довелось. В декабре 1946 года выведен из боевого состава ВМФ, тогда же ему сменили наименование на прежнее «Самсон». С этого момента он состоял в вспомогательных силах флота, будучи несамоходным учебным судном. В июле 1951 года переоборудован в плавказарму ПКЗ-77, а в августе 1956 году исключён из списков ВМФ и передан отделу фондового имущества ТОФ для разделки на металл.
На «Самсоне» служил будущий академик и президент Академии наук БССР В. Ф. Купревич.[значимость факта?]